# Sozópoli
Sozópoli (Sozopoli) är en ort i Grekland.   Den ligger i prefekturen Chalkidike och regionen Mellersta Makedonien, i den nordöstra delen av landet, 260 km norr om huvudstaden Aten. Sozópoli ligger 15 meter över havet och antalet invånare är 537.
Terrängen runt Sozópoli är huvudsakligen platt, men norrut är den kuperad. Havet är nära Sozópoli åt sydväst. Närmaste större samhälle är Néa Moudhaniá, 12,2 km öster om Sozópoli. 